# Flémalle-Haute

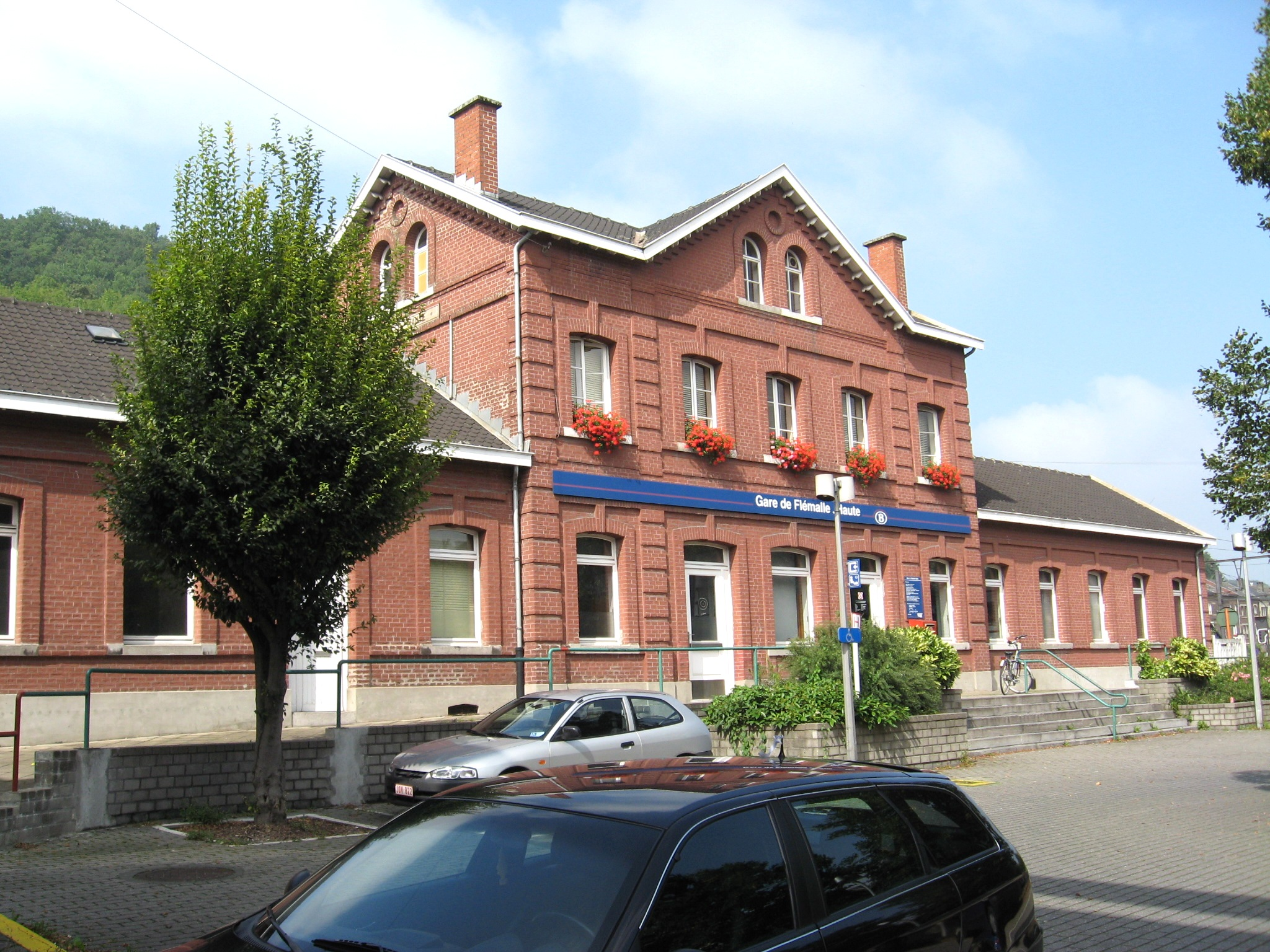
Het station van Flémalle-Haute.

Flémalle-Haute (Waals: Li Hôte Flémåle), ook bekend als Flémalle-Petite, is een plaats en deelgemeente van de Belgische gemeente Flémalle. Flémalle-Haute ligt in de provincie Luik en was tot 1 januari 1977 een zelfstandige gemeente.
Het achtervoegsel Haute heeft betrekking op bovenstrooms, niet op de ligging op het plateau. De kern van de plaats ligt in het Maasdal.

## Geschiedenis
Op 19 maart 1965 stemde de gemeenteraad van Chokier met 4 stemmen tegen 3 voor een fusie met Flémalle-Haute. Op 24 maart 1965 stemde de gemeenteraad van Flémalle-Haute unaniem voor een fusie. Bij wet van 26 maart 1969 werd Chokier en Flémalle-Haute samengevoegd.
Datzelfde jaar werd een nieuwe gemeenteraad gekozen, een jaar eerder dan de algemene gemeenteraadsverkiezingen van 11 oktober 1970. De gemeenteraad bleef in functie tot 1976, wanneer de grootschalige fusies plaatsvonden.

## Demografische ontwikkeling
- Bronnen:NIS, Opm:1831 tot en met 1970=volkstellingen

## Bezienswaardigheden
- Sint-Mattheuskerk
- Onze-Lieve-Vrouw van Bijstandkerk, in de wijk Les Trixhes, aan de Rue du Beau Site, modernistisch bouwwerk van 1958, ontworpen door Noël. Aangebouwde natuurstenen klokkentoren.
- Onze-Lieve-Vrouw van Bijstandkapel (Chapelle Notre-Dame de Bon-Secours), neogotisch bouwwerk aan het Place de la Liberté, in de wijk Les Trixhes.
- Kasteel van Petite-Flémalle
- Hermitage, aan Rue de l'Hermitage 16
- De Pont-barrage d'Ivoz-Ramet, een Maasstuw met brug die Flémalle-Haute met Ivoz verbindt.

## Natuur en landschap
Flémalle-Haute ligt in het Maasdal. Een aantal rotswanden vormt de overgang naar het Haspengouws Plateau. Op dit plateau vindt men in het oosten een bosrijke terril als getuigenis van de vroegere steenkoolmijnen. Langs de Maas is veel industrie, onder meer staalbedrijven van ArcelorMittal. Ook is er een betonfabriek.

## Nabijgelegen kernen
Flémalle-Grande, Ivoz, Chokier, Souxhon, Awirs
Deelgemeenten: Awirs · Chokier · Flémalle-Grande · Flémalle-Haute · Gleixhe · Ivoz-Ramet · Mons-lez-Liège

Overige plaatsen: Cahottes · Souxhon

Belgische gemeenten · arrondissement Luik · provincie Luik · Wallonië